# 谢岳
谢岳（491年—583年），字荣宗，陈郡人，是北魏荆州刺史谢庆的孙子，北魏谏议大夫谢憘的儿子。
北魏正始五年（508年），谢岳被征召补官为豫州主簿，后在考试中成绩优秀，高中秀才，当值于门下省，被授予太尉府行参军的官职，加官为龙骧将军，不久又被任命为泾州长史。北齐武平末年，谢岳放弃官职回到家乡。北周灭北齐后，聘请隐逸之人出来做官，谢岳首先响应，被任命为安平郡太守。隋朝开皇三年（583年），谢岳在胡公里去世，虚岁九十三。开皇十五年十月廿四日（595年12月1日），与夫人关氏合葬于邙山南侧。谢岳的墓志全称为《大隋故建州平安郡守谢府君墓志之铭》，出土时间不详，拓片图版见于《隋唐五代墓志汇编》洛阳卷第1册第21页，又见于《北京图书馆藏中国历代石刻拓本汇编》第9册第105页。